# Бакханон (Западна Вирџинија)
Бакханон (енгл. Buckhannon) град је у америчкој савезној држави Западна Вирџинија.

## Демографија
По попису из 2010. године број становника је 5.639, што је 86 (-1,5%) становника мање него 2000. године.
| Група             | 2000.         | 2010.         |
| Белци             | 5.471 (95,6%) | 5.231 (92,8%) |
| Афроамериканци    | 115 (2,0%)    | 116 (2,1%)    |
| Азијати           | 48 (0,8%)     | 53 (0,9%)     |
| Хиспаноамериканци | 55 (1,0%)     | 141 (2,5%)    |
| Укупно            | 5.725         | 5.639         |